# Federación Lituana del Trabajo
La Federación Lituana del Trabajo (en lituano: Lietuvos darbo federacija) o LDF, es una central sindical nacional de Lituania que operó como partido político entre 1919 y 1942. Fue fundada en 1919, pero posteriormente se disolvió durante la ocupación soviética. Fue recreada en 1991. La LDF está afiliada a la Confederación Sindical Internacional y a la Confederación Europea de Sindicatos.
La LDF se estableció como partido el 28 de septiembre de 1919 durante la convención de la Asociación de Trabajadores Cristianos de Lituania en Kaunas. Ocupó el cuarto puesto con el 10,25% de los votos y 10 escaños en las elecciones parlamentarias de 1920, configurando el «Bloque Demócrata Cristiano» con el Partido Demócrata Cristiano Lituano (LKDP) y la Asociación de Agricultores (ŪS). Juntos, el Bloque obtuvo la mayoría en el Seimas y formó un gobierno con la Unión Campesina (VS).
El LDF obtuvo 11 escaños en las elecciones de 1922, y el Bloque perdió la mayoría. Después de gobernar con el apoyo de los independientes, se celebraron nuevas elecciones en 1923 en las que el LDF obtuvo 12 escaños y el Bloque obtuvo una mayoría parlamentaria, lo que le permitió gobernar en solitario. Sin embargo, en las elecciones de 1926 el partido sufrió una dura debacle y obtuvo solo 5 escaños, mientras que el Bloque perdió el control del Seimas y el gobierno. Tras el golpe de 1926 , el DF se unió a la oposición al gobierno de Antanas Smetona. Posteriormente fue disuelta por decreto en 1932. Más tarde resucitó como una organización no partidista con el nombre de «Asociación de Trabajadores Cristianos» el 15 de abril de 1934, y llegó a tener 6.000 miembros en 1938, antes de la invasión soviética.